# Barratt Developments
Barratt Developments plc. ist ein britisches Wohnentwicklungsunternehmen, das seinen Sitz in Coalville, Leicestershire hat. Es ist einer der führenden britischen Bauherren von Einfamilienhäusern. Es verwaltet auch Immobilien.
Die Produkte werden unter den Namen Barratt Homes, David Wilson Homes, Barratt London und Wilson Bowden vermarktet. Das Unternehmen ist an der Londoner Börse gelistet und Teil des FTSE 100 Index.

## Geschichte
Lawrie Barratt, damals ein junger Buchhalter, konnte es sich im Jahre 1953 nicht leisten, das Haus zu kaufen, das er wollte und baute sich stattdessen eines. Das Haus kostete £ 1.750 und führte 1958 zur Gründung seiner ersten Firma. In den 1960er Jahren wuchs das Unternehmen stetig, bevor es 1968 an der Londoner Börse notiert wurde. Nach der rasanten Expansion in den frühen 1970er Jahren durch Übernahmen und die Gründung neuer Unternehmen entwickelte er über 100 verschiedene Wohnbautypen und verkaufte mehr als 3.000 neue Häuser pro Jahr. Im Jahr 1979 baute Barratt zum ersten Mal über 10.000 neue Häuser und wurde damit Großbritanniens größter Hausbauer. Im Laufe der 1980er Jahre verkaufte das Unternehmen über 100.000 Häuser in ganz Großbritannien.

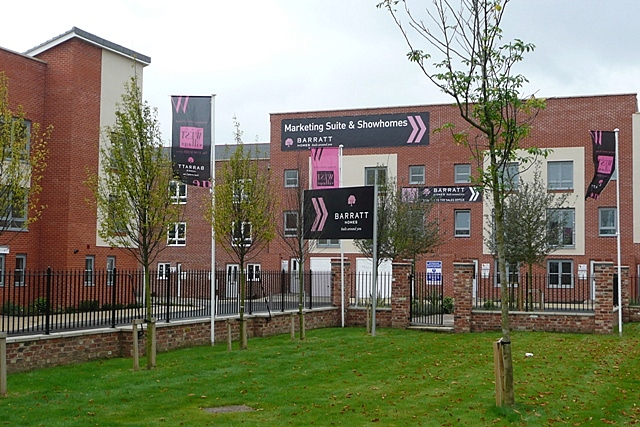
Objekt in der Nähe von Reading

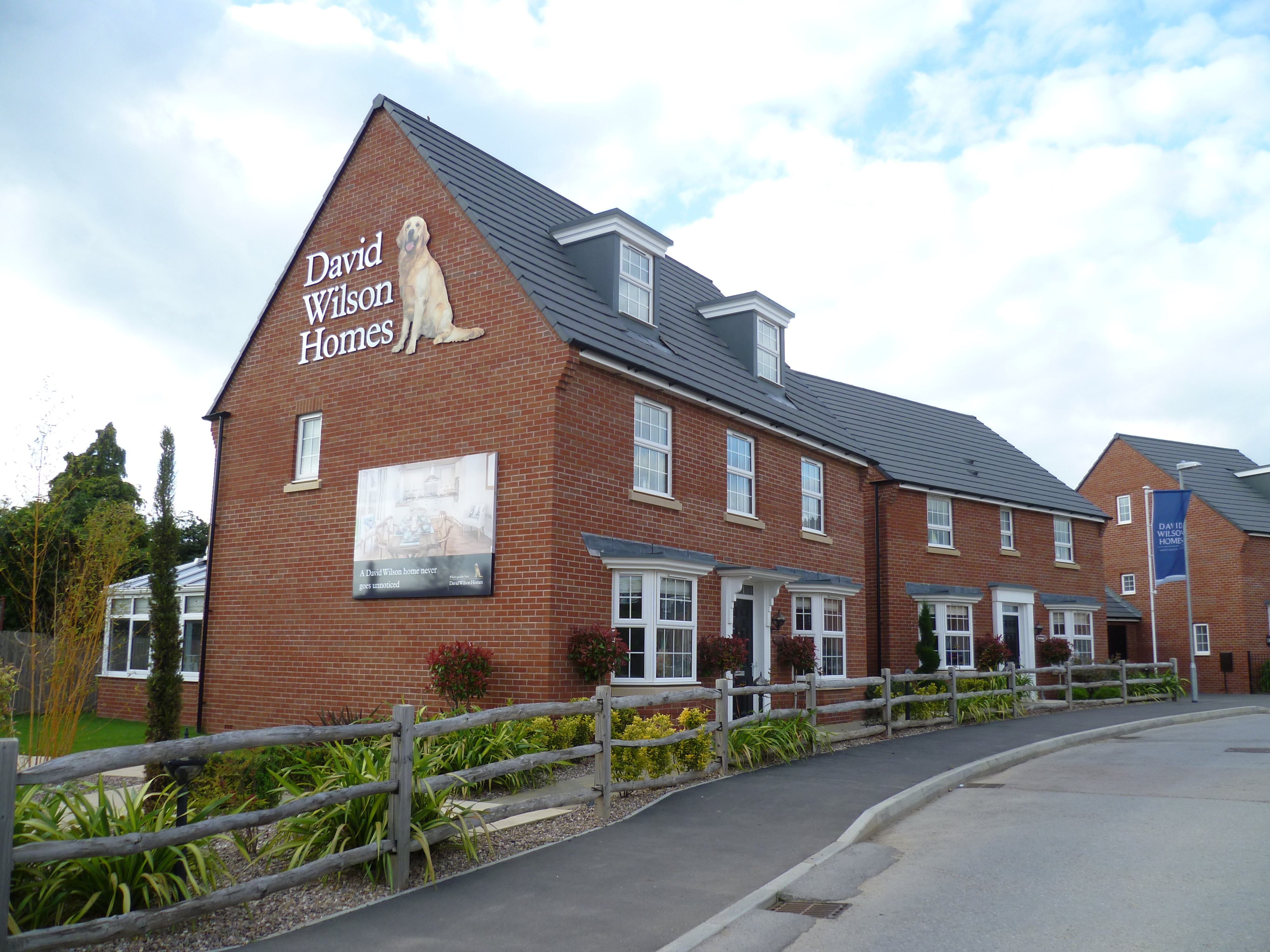
Häuser von Barratt Developments in der Nähe von Longford, Gloucestershire

Im Londoner Stadtteil Dulwich wurden 1985 Luxushäuser im georgianischen Stil errichtet. Margaret Thatcher, damals britische Premierministerin, kaufte ein solches Haus. 1995 wurde das 200.000ste Barratt-Haus in Großbritannien verkauft. In den 1990er Jahren war Barratt der führende Wohnbauentwickler in London. 2007 erwarb das Unternehmen Wilson Bowden Plc, bestehend aus David Wilson Homes, einem nationalen Hausbauer für hochwertige Einfamilienhäuser, daneben Ward Homes, eine regionale Marke in Kent und im Südosten der Insel und Wilson Bowden Developments, einen gewerblichen Immobilienentwickler. 2008 wurde ein neuer Prototyp "Barratt Green House" vorgestellt. Durch den wurde vorgeführt, wie kohlenstofffreie Häuser gebaut werden können. Im Jahre 2014 wurde das 400.000ste Haus fertiggestellt.